# Геоботанічна індикація
Геоботані́чна індика́ція (англ. geobotanical indication, від лат. indicatio — вказівка) — визначення умов середовища за рослинністю. Як розділ спеціальної геоботаніки, геоботанічна індикація тісно пов'язана з екологією, біогеографією, фізіологією й біохімією рослин, географією ґрунтів, геологією, геохімією, інженерною геологією й гідрогеологією. Об'єктами індикації можуть бути різні едафічні фактори (зволоження, рівень ґрунтових вод, засолення, реакція ґрунтового розчину, скелетність тощо), геологічні породи, що підстилають ґрунт, корисні копалини, клімат, стан атмосфери тощо. Відповідно до об'єкта індикації розрізняють гідроіндикацію, педоіндикацію, літоіндикацію, атмоіндикацію тощо. На сьогодні інтерес до геоботанічної індикації значною мірою спав через визнання стохастичного характеру зв'язку рослинності й середовища, а тому можливості лише при масовому й репрезентативному матеріалі оцінити по рослинності порівняно невелике число градацій.
Як індикатор умов середовища використовується флористичний склад фітоценозу. Оцінка середовища по окремих видах-індикаторах ефективна лише в рідких випадках (наприклад, індикація води в пустелях). Методи геоботанічної індикації можна розділити за рівнем їхньої формалізації (якісні, інтуїтивні-статистичні, статистичні) і по числу видів, що беруть участь в індикації (монотетичні й політетичні). Елементами геоботанічної індикації є оцінка індикованості градієнтів (тобто оцінка їхнього внеску в загальне варіювання рослинності, що дозволяє оцінити ту або іншу кількість градацій) і оцінка інформативності видів-індикаторів.